# Inger Andersen
Inger la Cour Andersen (Jerup, 23 maggio 1958) è un'economista e ambientalista danese. Dal 19 luglio 2019 direttrice esecutiva del Programma delle Nazioni Unite per l'ambiente (UNEP)

## Biografia
Inger Andersen, diplomata nel 1977 al Midtfyns Gymnasium di Ringe, si è trasferita a Londra dove nel 1981 ha ottenuto il bachelor presso il Polytechnic of North London e nel 1982 il master della School of Oriental and African Studies con una specializzazione in Economia dello sviluppo.
Terminati gli studi, nel 1982 si trasferisce in Sudan come insegnante della lingua inglese. Nel 1985 partecipa a SudanAid, progetto di soccorso e sviluppo della Conferenza episcopale cattolica del Sudan; la sua attività si concentrava sulla carestia, sul sollievo dalla siccità e sul risanamento ambientale.
Nel 1987 collabora con l'Ufficio sudanese-saheliano delle Nazioni Unite occupandosi di siccità e desertificazione.
Nel 1992 è stata nominata coordinatrice del Fondo mondiale per l'ambiente per il "Medio Oriente e Nordafrica" (MENA) presso l'UNDP. 

### Banca Mondiale
Nel 1999 inizia la collaborazione con la Banca Mondiale. Dal 1999 al 2001 è stata coordinatrice del partenariato UNDP-Banca Mondiale per le acque internazionali. Nel 2001 è stata specialista in risorse idriche per l'Africa centro-occidentale. Nel 2002-2004 è stata direttrice del settore Approvvigionamento idrico e servizi igienico-sanitari e Risorse idriche e sviluppo urbano per l'Africa centro-occidentale.
Successivamente è stata direttrice per lo Sviluppo sostenibile della regione africana
Nel luglio 2010 è stata nominata vicepresidente della Banca Mondiale con la delega allo Sviluppo sostenibile e Presidente del CGIAR Fund Council.
In questa posizione, ha guidato il flusso tecnico a sostegno del lavoro della Banca con i paesi in via di sviluppo per promuovere la sostenibilità ambientale, fornire investimenti infrastrutturali chiave, migliorare la sicurezza alimentare, sviluppare la responsabilità sociale, assistere i paesi nella gestione del rischio di catastrofi e fornire supporto per la mitigazione dei cambiamenti climatici e la resilienza.
Da ottobre 2011 a dicembre 2014 ha assunto la carica di vicepresidente della Banca Mondiale con delega per il Medio Oriente e il Nordafrica (MENA) e in quanto tale responsabile della guida della strategia della Banca, nonché dell'impegno politico e operativo nella regione; oltre a supervisionare il portafoglio dei prestiti della Banca, ha mobilitato ingenti risorse dei governi e dei donatori per gli stati più fragili e in conflitto e le priorità di sviluppo.
In rappresentanza della Banca Mondiale ha partecipato al vertice dei ministri delle finanze del G8 di Deauville (26-27 maggio 2011) per il sostegno alle primavere arabe.
Nel 2012 ha co-presieduto, con il ministro delle finanze saudita Ibrahim bin Abd al-Aziz Al-Assaf, l'incontro internazionale dei donatori per lo Yemen.
Nel 2014 ha preso posizione sulle conseguenze umanitarie della guerra nella Striscia di Gaza e ha chiesto l'accesso alle importazioni e la libertà di movimento a Gaza e in Cisgiordania, sottolineando l'imperativo della reciproca garanzia di sicurezza sia nei territori palestinesi che in Israele.

### Unione internazionale per la conservazione della natura
Il 14 ottobre 2014 Inger Andersen è stata nominata Direttrice generale dell'Unione internazionale per la conservazione della natura (IUCN), carica assunta il 13 gennaio 2015.
Nel 2016 ha organizzato il World Conservation Congress, che si è tenuto a Honolulu dal 1º al 10 settembre, focalizzato sull'Agenda 2030 approvata con l'Accordo di Parigi. Il convegno è stato aperto dal presidente Barack Obama.
Durante il mandato quadriennale allo IUCN, la Andersen ha sottolineato l'importanza della conservazione della natura negli sforzi per raggiungere lo sviluppo sostenibile: «La natura non è un ostacolo alle aspirazioni umane, ma una compagna essenziale che offre preziosi contributi a tutti i nostri sforzi».
Nel 2017, alla COP23 di Bonn, la Andersen ha presentato lo IUCN World Heritage Outlook 2, nel quale si segnala che il numero di siti naturali del patrimonio mondiale minacciati dai cambiamenti climatici è quasi raddoppiato in tre anni.

### Programma delle Nazioni Unite per l'ambiente
Il 20 febbraio 2019 l'Assemblea generale delle Nazioni Unite, su proposta del Segretario generale António Guterres, ha eletto Inger Andersen Direttrice esecutiva del Programma delle Nazioni Unite per l'ambiente (UNEP) e Sottosegretario generale delle Nazioni Unite.
In forza della carica ricoperta, la Andersen ha partecipato alla COP25 di Madrid (2-13 dicembre 2019), con interventi contro la deforestazione e per coltivazioni sostenibili, e il ruolo delle città nella decarbonizzazione.

Nel 2021 ha partecipato alla COP26 di Glasgow (30 ottobre-13 novembre 2021), dove ha presentato l'International Methane Emissions Observatory (IMEO); la guida Beating the Heat: A Sustainable Cooling Handbook for Cities, sul riscaldamento che colpisce le città; il sesto Adaptation Gap Report, sul divario nell'adattamento climatico; A Net Zero Roadmap for Travel and Tourism, per un turismo a zero emissioni entro il 2050. Inoltre il 9 novembre 2021, a nome dell'UNEP, ha ospitato l'incontro ministeriale della Coalizione per il clima e l'aria pulita (CCAC), commentando: «Per avere una possibilità di mantenere il riscaldamento al di sotto di 1,5 °C in questo secolo, il mondo ha bisogno di dimezzare le emissioni annuali di gas serra nei prossimi otto anni».
Il 18 gennaio 2023 l'Assemblea generale delle Nazioni Unite ha confermato la Andersen Direttrice esecutiva dell'UNEP per altri quattro anni, sino al 14 giugno 2027.